# Prunella Gee
Pour les articles homonymes, voir Gee.
Prunella Gee est née le 13 février 1950 à Londres, est une actrice britannique. Elle a joué dans Jamais plus jamais, film hors- série des James Bond.

## Biographie
En 1983 elle devient une James Bond Girl dans le film Jamais plus jamais de Irvin Kershner avec l'acteur Sean Connery. 

## Filmographie partielle
- Shabby Tiger (TV 1973) – Anna Fitzgerald
- The Wilby Conspiracy (1975) – Rina Van Niekirk
- The Sweeney (TV 1975) – Sandy Williams
- The Last of the Best Men (TV 1975) – Annette
- Quiller (TV 1975) – Diane
- The Glittering Prizes (TV 1976) – Carol Richardson
- Waiting for Sheila (TV 1976) – Sheila Seathwaite
- Call My Bluff (1977–1980) – Herself
- Return of the Saint (TV 1978) – Leila Sabin
- Turtle's Progress (TV 1979) – Samantha
- Fallen Hero (TV 1979) – Rebecca Westgate
- Hammer House of Horror (TV 1980) – Mary Winter
- The Professionals (TV 1980) – Sarah Gresham
- Kinvig (TV 1981) – Miss Griffin
- Cry Freedom! (1981) – Susan
- 1983 : Jamais plus jamais (Never Say Never Again) de Irvin Kershner - Patricia Fearing
- Moving (TV 1985) – Liz Ford
- Number One (1985) – Interviewer
- Alas Smith & Jones (TV 1985) – Sarah
- No Place Like Home (TV 1986) – Abigali
- Constant Hot Water (TV 1986) – Miranda Thorpe
- Stormy Monday (1988) – Mrs. Finney
- Executive Stress (TV 1988) – Valerie Davenport
- After Henry (TV 1989) - Alison
- Split Ends (TV 1989) – Jo Thomas
- Easy Target (1998) – Wife
- Merchants of Venus (1998) – Catherine McKay
- Coronation Street (TV 1999–2004) – Doreen Heavey
- Trimming Pablo (2011) – Edna